# Угорялковці
Угоря́лковці (болг. Угорялковци) — село у Великотирновській області Болгарії. Входить до складу общини Єлена.

## Населення
За даними перепису населення 2011 року у селі проживали 19 осіб, усі — болгари.
Розподіл населення за віком у 2011 році:
Динаміка населення: